# Seja Como For
Seja Como For é um álbum de estúdio do rapper brasileiro Xis, antecedendo Fortificando a Desobediência.
| Críticas profissionais                                                      | Críticas profissionais |
| Avaliações da crítica                                                       | Avaliações da crítica  |
| Fonte                                                                       | Avaliação              |
| --------------------------------------------------------------------------- | ---------------------- |
| CliqueMusic                                                                 | [carece de fontes?]    |
| Esta tabela precisa de ser acompanhada por texto em prosa. Consulte o guia. |                        |

## Faixas
1. Entre
2. Bem Pior
3. Cole...
4. Perigo
5. Paranóia Delirante
6. Vai e Vem
7. Us Mano e As Mina
8. Só Por você
9. Segue a rima
10. Tv é uma merda
11. Enquanto eu posso
12. Nu gelo
13. 2092, A lei da rua
14. De esquina
15. a. Xis
16. ...tiva
17. Seja como for
18. PB 2000